# جنبش حقوق بشر و فمینیسم

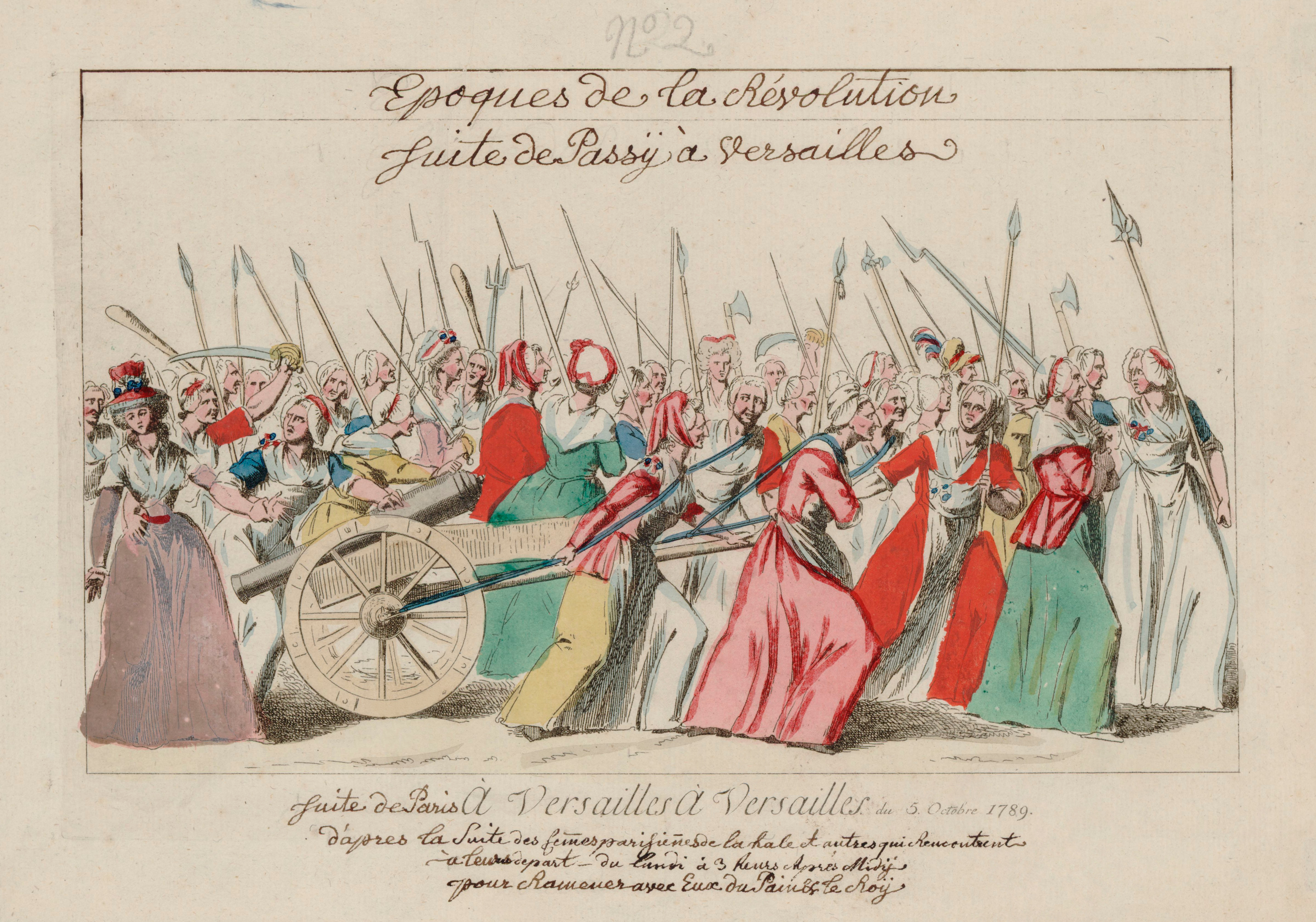
راهپیمایی زنان به سمت ورسای در انقلاب فرانسه ۱۷۸۹

جنبش حقوق بشر و فمینیسم از سال ۱۹۵۰ توسط زنان آفریقایی- آمریکایی مخالف با جداسازی جنسی در اتوبوس‌ها صورت گرفت. این جنبش جرقه جنبش حقوق مدنی را زد و بدنبال آن فعالان جهان نیز از آن الهام گرفتند. اعتراض زنان جوان به مرد سالاری در خانواده و سرکوب جنسی، عامل اصلی قیام‌های دهه ۶۰ بود. جنبش زنان که گسترش یافته بود کمک کرد تا در دهه‌های بعدی نقش زنان برجسته تر شود. زنان همچنین در خط مقدم بسیاری از مبارزات کارگری در دهه‌های هفتاد و هشتاد بودند. برای مثال در انگلستان رهبری زنان در خیزش‌های ایرلند شمالی و در اعتصاب گرانویک یا در اعتصاب معدنچیان برجسته بود.